# Диофант (генерал)
 Тази статия е за понтийския генерал Диофант.  За математика със същото име вижте Диофант.  
Диофант (на гръцки: Διόφαντος), син на Асклепиодор (Asclepiodorus) от Синоп, е пълководец на понтийския цар Митридат VI Евпатор.
Служи по времето на Митридатовата кампания в Боспорското царство и около Черно море, въпреки че хронологията на тези кампании е спорна. Намерен е надпис при разкопки в Херсонес, който възхвалява Диофант като "първия чуждоземен нашественик, покорил скитите”.
През първата си кримска кампания Диофант сваля обсадата на Херсонес, като побеждава цар Палак (Palacus) и неговите съюзници таври. Тази кампания на понтийския генерал завършва в Скитски Неаполис. По време на втората си кампания Диофант се сблъсква с още една инвазия на скитите, които този път са в съюз с роксоланите, предвождани от царя си Тасий (Tasius - име, посочено от Страбон). По време на тази кампания Диофант строи крепост на територията на днешния град Евпатория, намиращ се на източния бряг на Крим.
Около 107 пр.н.е. Митридат изпраща Диофант в Пантикапей (гръцки: Παντικάπαιον; днешен Керч) със задача да принуди боспорския цар Перисад V (Paerisades V) да предаде царството си на Митридат. Докато се намира в града, избухва въстание, предвождано от човек на име Саумакос (Σαυμακος), като метежниците убиват цар Перисад, а самият Диофант едва успява да избяга невредим към Херсонес. Връщайки се в Понт, Диофант събира армията си и отплава обратно към Крим с голяма флота през пролетта на 106 пр.н.е. Бунтът е потушен и Боспорското царство става зависимо от Понт.